# شهرستان بلونت (تنسی)
شهرستان بلونت، تنسی (به انگلیسی: Blount County, Tennessee) یک سکونتگاه مسکونی در ایالات متحده آمریکا است که در تنسی واقع شده‌است.

## خصوصیات
شهرستان بلونت ۱٬۴۶۸٫۵۳ کیلومترمربع مساحت دارد.